# Matt Ryan (basquetebolista)
Matthew "Matt" Richard Ryan (White Plains, 17 de abril de 1997) é um jogador norte-americano de basquete profissional que atualmente joga pelo New York Knicks da National Basketball Association (NBA).
Ele jogou basquete universitário em Notre Dame, Vanderbilt e Chattanooga.

## Carreira no ensino médio
Ryan estudou na Iona Prep e em seu último ano levou o time ao primeiro título do Campeonato Arquidiocesano com médias de 20,0 pontos, 8,0 rebotes e 5,0 assistências. Ele foi nomeado o Mr. Basketball de Nova Iorque.

## Carreira universitária
Ryan começou sua carreira universitária em Notre Dame, onde jogou com moderação antes de se transferir para Vanderbilt após sua segunda temporada. Em sua terceira temporada, ele teve médias de 8,1 pontos e 2,7 rebotes. Após a temporada, Ryan foi transferido para Chattanooga. Em sua última temporada, ele teve suas melhores marcas com médias de 15,4 pontos, 4,9 rebotes e 1,9 assistências.

## Carreira profissional
Ryan não foi selecionado no draft da NBA de 2020. Suas perspectivas foram limitadas pela pandemia de COVID-19 e ele não conseguiu uma vaga na bolha da G-League em 2020-21. Ele começou a trabalhar para DoorDash e Uber Eats enquanto treinava um time de basquete de base. Ele também trabalhou em um cemitério em Yonkers, Nova York.

### Grand Rapids Gold (2021–2022)
Ryan se juntou ao Cleveland Cavaliers para a Summer League de 2021 e passou a pré-temporada com o Denver Nuggets. Posteriormente, ele se juntou ao Grand Rapids Gold da G-League para a temporada de 2021-22. Ele teve média de 15,8 pontos em 28 jogos.

### Boston Celtics (2022)
Em 28 de fevereiro de 2022, Ryan assinou um contrato bilateral com o Boston Celtics. Pelo Maine Red Claws, ele teve média de 20,4 pontos em 14 jogos na temporada de 2021–22 da G-League. 
Em 10 de abril de 2022, ele fez sua primeira e única aparição pelos Celtics contra o Memphis Grizzlies, marcando três pontos em cinco minutos. Os Celtics chegaram às Finais da NBA de 2022, onde perderam para o Golden State Warriors em seis jogos.
Ryan juntou-se ao Celtics para a Summer League de 2022.

### Los Angeles Lakers (2022)
Em 26 de setembro de 2022, Ryan assinou com o Los Angeles Lakers. Ele acertou 37,5% de seus arremessos de 3 pontos na pré-temporada e conquistou a última vaga no elenco de 15 jogadores do time. Em 2 de novembro, ele acertou uma cesta de 3 pontos para empatar o jogo nos últimos segundos do jogo contra o New Orleans Pelicans. Ele havia perdido seis de suas primeiras sete tentativas de 3 pontos contra os Pelicans e terminou o jogo com 11 pontos. Ryan foi dispensado pelo Lakers em 1º de dezembro.

### Minnesota Timberwolves / Iowa Wolves (2022–2023)
Em 8 de dezembro de 2022, Ryan assinou um contrato bilateral com o Minnesota Timberwolves e com o Iowa Wolves da G-League.
Em 28 de setembro de 2023, Ryan renovou seu contrato com os Timberwolves em outro contrato bilateral, mas foi dispensado em 20 de outubro.

### New Orleans Pelicans / Birmingham Squadron (2023–2024)
Em 22 de outubro de 2023, Ryan foi adquirido pelo New Orleans Pelicans após ser dispensado e, em seguida, assinou um contrato de duas vias. Em 2 de novembro, Ryan teve sua primeira titularidade na NBA contra o Detroit Pistons e, em 13 de abril de 2024, assinou um contrato padrão com os Pelicans. Em 24 de agosto, ele foi dispensado pela equipe, mas foi recontratado três dias depois. No entanto, foi dispensado novamente em 11 de outubro.

### New York Knicks (2024–Presente)
Em 26 de outubro de 2024, Ryan se juntou ao Westchester Knicks após ser selecionado como a primeira escolha no draft da G-League de 2024. Em 4 de novembro, ele assinou contrato até o fim da temporada com o New York Knicks.

## Estatísticas da carreira

### NBA

#### Temporada regular
| Ano      | Equipe      | PJ | PT | MPJ  | AP   | 3P   | LL   | RT  | AS | BR  | TO | PPJ |
| -------- | ----------- | -- | -- | ---- | ---- | ---- | ---- | --- | -- | --- | -- | --- |
| 2021–22  | Boston      | 1  | 0  | 5.0  | .200 | .200 | —    | .0  | .0 | 1.0 | .0 | 3.0 |
| 2022–23  | L.A. Lakers | 12 | 0  | 10.8 | .306 | .371 | .800 | 1.2 | .3 | .2  | .0 | 3.9 |
| 2022–23  | Minnesota   | 22 | 0  | 8.2  | .424 | .388 | .857 | .5  | .5 | .1  | .0 | 3.4 |
| 2023–24  | New Orleans | 28 | 1  | 13.9 | .434 | .451 | .929 | 1.4 | .6 | .2  | .0 | 5.4 |
| Carreira | Carreira    | 63 | 1  | 9.4  | .340 | .352 | .862 | .7  | .3 | .3  | .0 | 3.9 |

#### Playoffs
| Ano  | Equipe      | PJ | PT | MPJ | AP   | 3P   | LL | RT  | AS | BR  | TO | PPJ |
| ---- | ----------- | -- | -- | --- | ---- | ---- | -- | --- | -- | --- | -- | --- |
| 2024 | New Orleans | 1  | 0  | 2.5 | .000 | .000 | —  | 1.0 | .0 | 1.0 | .0 | .0  |

### Universidade
| Ano      | Equipe      | PJ  | PT | MPJ  | AP   | 3P   | LL   | RT  | AS  | BR | TO | PPJ  |
| -------- | ----------- | --- | -- | ---- | ---- | ---- | ---- | --- | --- | -- | -- | ---- |
| 2015-16  | Notre Dame  | 36  | 4  | 14.5 | .417 | .374 | .792 | 1.7 | .5  | .3 | .1 | 5.1  |
| 2016-17  | Notre Dame  | 36  | 0  | 7.9  | .434 | .434 | .900 | 0.9 | .4  | .2 | .0 | 3.6  |
| 2018-19  | Vanderbilt  | 29  | 25 | 24.9 | .347 | .328 | .750 | 2.7 | .9  | .3 | .1 | 8.1  |
| 2019-20  | Chattanooga | 33  | 33 | 30.6 | .423 | .359 | .879 | 4.9 | 1.9 | .4 | .1 | 15.4 |
| Carreira | Carreira    | 134 | 62 | 19.4 | .405 | .373 | .830 | 2.5 | .9  | .3 | .0 | 8.0  |

Fonte: